# Ровоам
Ровоам или Робоам (хебр. רחבעם) био је краљ древне Јудеје, наследивши свог оца Соломона. Деда му је био краљ Давид. Био је трећи краљ Куће Давида и први краљ Јудеје (932. п. н. е.-915. п. н. е.). Мајка му је била Намах „Амонићанка." Име му значи онај који увећава народ.
На престо је дошао са четрдесет једну годину, а владао је седамнаест година.

## Владавина
Под Соломоном је народ био под тешким порезима како би се финансирала градња великих грађевина тога доба. Северна племена су била посебно тешко погођена Соломоновом изградњом палате изнад Милоа, места које је некад представљало лак прилаз Храму са севера. Због тога је завладао велики немир након Соломонове смрти, јер се народ уплашио да ће и нови краљ увести тешке порезе. Младом краљу су се одмах супротставили Хадад, од Египта поражeни наследник едомског престола; Резон, син арамејског капетана, сада владар Дамаска; и Јеровоам, млади Ефрајимац кога је пророк Ахија бодрио да се супротстави Соломону.
Народ је тражио да се крунисање обави у Шехему, месту које се сматрало упориштем северних племeна. Слаби Ровоам је пристао, а народ одмах тражио ослобађање од пореза. Ровоам је потом затражио три дана да се саветује о томе. Старији саветници су рекли да укине порезе, док су млади тражили да установи нове порезе како би успоставио ауторитет. Ровоам се прикључио младим саветницима и народу рекао „мој отац вас је шибао бичевима, али ја ћу вас бичевати са шкорпионима." (1 Краљеви, 12:1-14).
Северњаци су на то одбили признати легитимтет Куће Давидове и прогласили независност. Јеровоам је именован за њиховог краља, а одметнута држава постала је Краљевство Израел.

## Ратови
Ровоам је упркос томе покушао наплатити порез од северних племена, али су му на то северњаци убили надзорника Адорама. Ровоам је на то сакупио велику војску како би угушио побуну, али му је пророк Шемаји рекао да је Божја воља да се Уједињена краљевина Израел више не састави, па је одустао од похода.
За време Ровоамове владавине је Јуду напао и опустошио фараон Шишак, а страдали су и Храм и палата, одакле је опљачкан сав златни накит и украси. Ровоам их је после морао надокнадити бронзаним украсима. Египћани су касније тај поход забележили у храму у Карнаку.
| Његов претходник: Соломон | Краљ Јудеје | Његови наследници: Абијам |